# Monty Oxy Moron
Monty Oxy Moron, nome d'arte di Montgomery Gillan (Cambridge, 27 settembre 1961), è un tastierista britannico, dagli inizi del 1996 fa parte del gruppo punk rock The Damned.
I gruppi precedenti di cui ha fatto parte includono i Punk Floyd e i Dr. Spacetoad Experience con Captain Sensible. Gillan ha pubblicato pochi album negli anni ottanta.